# پاسهالیس ترزیس
پاسهالیس ترزیس (به یونانی: Πασχάλης Τερζής) خوانندهٔ اهل یونان است.

## زندگی
ترزیس در سال ۱۹۴۹ میلادی در شهر پیلا، نزدیکی تسالونیکی در یونان زاده شد. در دوران کودکی صدای خوبی داشت و اغلب برای دوستانش آواز می‌خواند، پس از رفتن به آتن، در دههٔ ۶۰ میلادی، به‌عنوان همصدا با آوازخوانان برجستهٔ یونانی همچون جنی وانو همکاری کرد.
در دههٔ ۱۹۸۰ میلادی، ترزیس چند آلبوم موسیقی را ضبط کرد که برخی از آن‌ها تاکنون نیز مورد توجه هستند. وی هم‌اکنون نیز به خواندن و تولید آلبوم مشغول است. دختر وی، گیانا ترزیس نیز آوازخوان است.

## آلبوم‌شناسی

### آلبوم‌های استودیویی
| سال  | عنوان                       | گواهی     |      |     |   |
| ---- | --------------------------- | --------- | ---- | --- | - |
| سال  | عنوان                       | گواهی     | ۱۹۸۲ | لئو | — |
| ۱۹۸۳ | Mila Mou Ston Eniko         | —         |      |     |   |
| ۱۹۸۶ | Ethniki Thessalonikis       | —         |      |     |   |
| ۱۹۹۱ | Eimai Monos Mou             | —         |      |     |   |
| ۱۹۹۱ | Tha Thela Na'Soun Edo       | —         |      |     |   |
| ۱۹۹۲ | Mia Afierosi Kardias        |           |      |     |   |
| ۱۹۹۳ | Aftoi Pou De Milane         |           |      |     |   |
| ۱۹۹۴ | مسوگیوس                     | طلا       |      |     |   |
| ۱۹۹۵ | Afise me mono               | طلا       |      |     |   |
| ۱۹۹۶ | Auta einai ta tragoudia mou | طلا       |      |     |   |
| ۱۹۹۷ | Paliokairos                 | ۲x پلاتین |      |     |   |
| ۱۹۹۸ | O Dikos Mou O Dromos        | پلاتین    |      |     |   |
| ۱۹۹۹ | De Me Katalaves Pote        | پلاتین    |      |     |   |
| ۲۰۰۱ | Thelo Na Po                 | پلاتین    |      |     |   |
| ۲۰۰۴ | Sta Ipogeia Einai I Thea    | طلا       |      |     |   |
| ۲۰۰۶ | Einai Kapoies Agapes        | طلا       |      |     |   |
| ۲۰۰۷ | I Diafora                   | پلاتین    |      |     |   |
| ۲۰۰۸ | Mia Nihta Zoriki            | طلا       |      |     |   |
| ۲۰۱۱ | Duo Nuxtes Mono             | ۴x پلاتین |      |     |   |

### آلبوم‌های زنده
| سال | عنوان | یادداشت |      |                   |   |
| --- | ----- | ------- | ---- | ----------------- | - |
| سال | عنوان | یادداشت | ۲۰۰۲ | Fotia Stis Nihtes | — |